# Tượng đài Aleksander Fredro tại Wrocław
Tượng đài Aleksander Fredro tại Wrocław (tiếng Ba Lan: Pomnik Aleksandra Fredry we Wrocławiu) là một bức tượng bằng đồng vinh danh Aleksander Fredro (1793 –1876) nhà thơ, nhà viết kịch người Ba Lan trong thời kỳ Lãng mạn. Tượng đài ban đầu xây dựng tại Lviv năm 1897 theo thiết kế của Leonard Marconi, sau này được di dời đến Wrocław vào năm 1956.

## Lịch sử
Tượng đài do nhà điêu khắc Leonard Marconi thiết kế vào năm 1897 tại Lviv, Vương quốc Galicia và Lodomeria (một phần của Đế quốc Áo-Hung) và đúc bằng đồng. Bức tượng nhà viết kịch Tân cổ điển Aleksander Fredro được đặt trên khối sa thạch khắc dòng chữ mang tên ông.
Tượng đài do Hội Văn học Nghệ thuật Lviv (Lwowskie Kolo Literacko-ARTYSTYCZNE) tài trợ  và khánh thành vào ngày 24 tháng 10 năm 1897 tại Quảng trường Hàn Lâm (hiện là Đại học Shevchenko) ở Lviv. Tham gia buổi lễ này có sự hiện diện của nhiều chức sắc quan trọng như Nguyên soái vùng Galicia Stanisław Marcin Badeni, hoàng tử Eustachy Sanguszko, tổng giám mục Izaak Mikołaj Isakowicz, và thị trưởng thành phố Lviv Godzimir Małachowski. Sau Chiến tranh thế giới thứ hai, Lviv được sáp nhập vào Liên Xô. Năm 1945 tại Kiev, phái đoàn Ba Lan đã ký một nghị định thư bổ sung cho thỏa thuận năm 1944 giữa Ủy ban Giải phóng Dân tộc Ba Lan và CHXHCN Xô viết Ukraina, cho phép bàn giao cho chính phủ Ba Lan các di tích quốc gia ở Lviv có liên quan đến văn hóa Ba Lan và lịch sử Ba Lan (ngoại trừ Tượng đài Adam Mickiewicz, vốn "rất được người dân Ukraina yêu mến").

## Chuyển đến Ba Lan
Tượng đài di dời đến Ba Lan vào tháng 3 năm 1950. Ban đầu đặt tại Wilanów. Cho đến năm 1956, thành phố Wrocław được chọn để đặt bức tượng vì thực tế là sau chiến tranh, một lượng lớn người Ba Lan từ Lviv hồi hương tại đó. Bên cạnh đó, chính Aleksander Fredro đã đến thăm Wrocław trong quá khứ với tư cách là một sĩ quan quân đội trẻ chiến đấu cùng với Napoléon. Bức tượng được đặt tại Quảng trường chính Wrocław vào ngày 15 tháng 7 năm 1956. Quảng trường này trước đây là là nơi đặt bức tượng Frederick William III của Phổ.